# Carabus olympiae
Carabus olympiae es una especie de insecto adéfago del género Carabus, familia Carabidae. Fue descrita científicamente por Sella en 1855.
Habita en Italia, en dos pequeñas áreas de los Alpes italianos y ha sido introducida en Francia. Está incluido en los Anexos II y IV de la Directiva de Hábitats y en el Anexo 2 del Convenio de Berna. El escarabajo vive en altitudes de 1000 a 1500 en bosques húmedos de abedules (Betula) con maleza y arbustos, por ejemplo, de Rhododendron ferrugineum. El escarabajo no migra mucho y, por lo tanto, no puede colonizar nuevas áreas.
La especie se encuentra entre las especies europeas más grandes: su longitud varía de 3 a 4 centímetros. Esta especie no puede volar debido a la reducida longitud de sus alas.  Tiene una coloración verde esmeralda metalizada con reflejos irisados y azulados, a veces con matices rojos.